# 诺曼·赫伯特

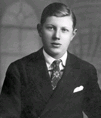

埃格頓·诺曼·赫伯特（英語：Egerton Herbert Norman，1909年9月1日—1957年4月4日）是加拿大历史学家和外交官。以研究日本历史著称。
诺曼·赫伯特1909年出生于日本长野县北佐久郡東長倉村（現輕井澤町），父亲为传教士。1939年诺曼加入加拿大外交部，1940年奉命驻日，二战后任加拿大驻日代表和代办。著有《日本维新史》、《日本的兵士和农民》、《被遗忘了的思想家》等。